# 아김 이브라이미
아김 이브라이미(마케도니아어: Агим Ибраими, 1988년 8월 29일 ~ )는 FK 쿠커시에서 미드필더로 뛰는 마케도니아 공화국의 축구 선수다.

## 수상 경력

### 클럽
올림피야
- 슬로베니아 2부 리그 (1): 2008–09

마리보르
- 슬로베니아 프르바리가 (2): 2011–12, 2012–13
- 슬로베니아 풋볼컵 (2): 2011–12, 2012–13
- 슬로베니아 슈퍼컵 (2): 2012, 2013

### 개인 수상
- 프르바 리가 올해의 선수: 2012–13
- 프르바 리가 올해의 팀: 2013
- 올해의 마케도니아 선수: 2013